# Цвят по течението
Цвят по течението е вторият пълнометражен филм на американския режисьор Шейн Керът. Филмът прави премиерата си на 21 януари 2013 в САЩ, а в България е показан за пръв път на 27 октомври същата година.
Също както и при първия филм на режисьора – Primer, действието във филма няма хронологичен ред и е трудно да бъде проследено, като самия филм може да бъде определен като експериментален. Поради начина на заснемане и философските теми, които засяга много критици определят филма като култов.

## Сюжет
Внимание:  Текстът по-долу разкрива сюжета на произведението (или части от него)!
Животът на младата преуспяваща Крис (Ейми Семетц) се преобръща след като е отвлечена от мъж, който я хипнотизира с помощта на отгледана от него ларва и по този начин я подлъгва да му прехвърли всичките си спестявания. Впоследствие Крис среща сродна душа в лицето на Джеф (Шейн Керът), който както изглежда е преживял нещо подобно в живота си. Двамата преминават през множество екзистенциални проблеми докато са въвлечени в жизнения цикъл на неостаряващ организъм, който дава живот на растенията, животните и останалата природа.

## Награди и номинации
Филмов фестивал Сънданс 2013
- Специална награда на журито за драматичен филм за звук
- Номинация, Голяма награда на журито за драматичен филм (Dramatic) – Шейн Керът